# Dobřichovice
Dobřichovice település Csehországban, Nyugat-prágai járásban. Dobřichovice Karlík, Mníšek pod Brdy, Všenory, Vonoklasy, Černošice, Černolice, Řevnice, Řitka és Lety településekkel határos. Lakosainak száma 3776 fő (2024. január 1.).

## Népesség
A település lakosságának változását az alábbi diagram mutatja:
| Lakosok száma | 683  | 689  | 1162 | 2120 | 2424 | 2777 | 3589 | 3675 | 3651 | 3776 |
|               | 1869 | 1890 | 1921 | 1950 | 1980 | 2001 | 2017 | 2019 | 2022 | 2024 |